# Идзиковице
Идзикови́це (пол. Idzikowice) — деревня в гмине Вилькув Намыслувского повята Опольского воеводства Польши. До 1945 года деревня территориально находилась в Германии.
Деревня находится в 4 километрах к северу от Вилкова, в 9 километрах к северу от города Намыслува и в 75 километрах к северу от Ополе. В Идзиковицаx функционирует школа, в которой учится 184 учеников из смежных деревень.